# Vakuumlackieren
Das Vakuumlackieren ist ein dem Fluten verwandtes Verfahren zur Durchlaufbeschichtung von Profilen, das vor allem in der Holzlackierung zum Einsatz kommt.
Dabei zeichnet sich das Verfahren durch einen Auftragswirkungsgrad von annähernd 100 % aus. Prinzipiell läuft ein Profil durch eine Vakuumkammer, in der das hierfür notwendigerweise sehr dünnflüssige Material eingedüst und vernebelt wird. Als Voraussetzung gilt ein durchgängiges Profil, welches durch eine annähernd passgenaue Öffnung auf der einen Seite in die Vakuumkammer hineinlaufen und auf der anderen Seite herauslaufen kann. Da das Lackmaterial durch einen Kreislauf im Gerät läuft und durch das Vakuum kein Overspray aus dem Gerät entweicht, entstehen während des Betriebs quasi keine Verluste und nur das aufgebrachte Lackmaterial verlässt die Anlage.
In der Anwendung mit UV-Lacken sind niedrigviskose Lacke mit 100 % Festkörper einsetzbar, die unmittelbar nach dem Auftrag ohne Verdunstungszone mit Strahlung schnell, platzsparend und ohne Materialverluste härtbar sind.
Eine Vakuumlackieranlage besteht im Wesentlichen aus folgenden Komponenten:
- Applikationskammer
- Vakuumpumpe
- Lackpumpe (z.B: Doppelmembranpumpe)
- Luftfilter

Übliche Bandgeschwindigkeiten liegen zwischen 10 und 30 m/min.